# Jorge Alberto Mendonça
Jorge Alberto Mendonça (Luanda, 19 settembre 1938) è un ex calciatore portoghese, di ruolo attaccante.

## Biografia
Mendonça è nato a Luanda, nell'Africa Occidentale Portoghese; suoi fratelli sono gli ex-calciatori Fernando Mendonça e Manuel Mendoza.

## Palmarès

### Club

#### Competizioni nazionali
- Campionato spagnolo: 1

Atletico Madrid: 1965-1966
- Coppa di Spagna: 3

Atletico Madrid: 1960-1961, 1964-1965
Barcellona: 1967-1968

#### Competizioni internazionali
- Coppa delle Coppe: 1

Atletico Madrid: 1961-1962